# Paulinella chromatophora
Paulinella chromatophora es una microalga muy peculiar, ya que es el resultado de la simbiogénesis entre un cercozoo del género Paulinella, los cuales normalmente son heterótrofos, y una cianobacteria del orden Synechococcales que le da el metabolismo fotosintético. Este es el único caso de endosimbiosis primaria reportado aparte del que originó a Archaeplastida (y en consecuencia a todas las algas y plantas). P. chromatophora, a diferencia de otras Paulinella, ha perdido su aparato predador de alimentación, y su simbionte cianobacteriano es verde, con forma de frijol y ha recibido diversos modos de llamarlo, tales como orgánulo, plasto, endosimbionte o cianela por su parecido con los plastos glaucófitos, prefiriéndose ahora el término cromatóforo.
Cada célula posee dos cromatóforos, de tal manera que la división celular produce dos células hijas que retienen cada una su simbionte que funcionalmente actúa como un cloroplasto. El cromatóforo presenta reducción de su genoma cianobacteriano, aunque esta reducción es menos severa de la que se observa en un cloroplasto. 

## Cubierta
Posee un cáscara o concha soportada por una serie de microtúbulos y construida a través del transporte de ácido silícico, el cual va produciendo escamas como parte del proceso de construcción de la envoltura. Esta cubierta es transparente a modo de una vasija de diamante fabricada con tiras de cuarzo que forman cada faceta (cara poligonal); las tiras se recortan en rectángulos perfectos y alargados que ensamblados, construyen una vidriera transparente y permiten que la luz entre e ilumine su interior.